# أوقستي ديك
أوقستي ديك (بالألمانية: Auguste Dick)‏ هي مؤرخة الرياضيات ورياضياتية نمساوية، ولدت في 28 أغسطس 1910 في فيينا في النمسا، وتوفي بنفس المكان في 8 نوفمبر 1993.